# Гері
Гері (англ. Gary) — місто (англ. city) в США, в окрузі Лейк штату Індіана. Населення — 69 093 особи (2020).

## Географія
Гері розташоване за координатами 41°35′45″ пн. ш. 87°20′41″ зх. д. / 41.59583° пн. ш. 87.34472° зх. д. (41.595883, -87.344853).  За даними Бюро перепису населення США в 2010 році місто мало площу 148,08 км², з яких 129,15 км² — суходіл та 18,93 км² — водойми.

### Клімат
| Клімат : Гері           | Клімат : Гері | Клімат : Гері | Клімат : Гері | Клімат : Гері | Клімат : Гері | Клімат : Гері | Клімат : Гері | Клімат : Гері | Клімат : Гері | Клімат : Гері | Клімат : Гері | Клімат : Гері | Клімат : Гері |
| Показник                | Січ.          | Лют.          | Бер.          | Квіт.         | Трав.         | Черв.         | Лип.          | Серп.         | Вер.          | Жовт.         | Лист.         | Груд.         | Рік           |
| Абсолютний максимум, °C | 21,1          | 21,1          | 27,2          | 33,3          | 37,8          | 41,1          | 40,0          | 38,9          | 39,4          | 33,3          | 28,9          | 19,4          | 41,1          |
| Середній максимум, °C   | −0,3          | 1,8           | 7,1           | 14,7          | 20,6          | 26,4          | 28,8          | 28,1          | 24,2          | 18,1          | 9,2           | 2,1           | 15,1          |
| Середній мінімум, °C    | −8,6          | −6,7          | −1,7          | 4,4           | 9,8           | 15,5          | 18,3          | 17,7          | 13,3          | 7,6           | 0,7           | −5,6          | 5,4           |
| Абсолютний мінімум, °C  | −30           | −23,3         | −21,1         | −8,3          | −3,9          | 2,2           | 7,8           | 6,1           | 0,6           | −6,7          | −18,3         | −27,2         | −30           |
| Норма опадів, мм        | 46            | 43            | 84            | 94            | 97            | 114           | 89            | 86            | 99            | 66            | 64            | 76            | 960           |
| Днів з опадами          | 9             | 9             | 11            | 12            | 12            | 10            | 9             | 8             | 9             | 8             | 10            | 9             | 116           |
| ----------------------- | ------------- | ------------- | ------------- | ------------- | ------------- | ------------- | ------------- | ------------- | ------------- | ------------- | ------------- | ------------- | ------------- |
| Джерело: Weatherbase    |               |               |               |               |               |               |               |               |               |               |               |               |               |

## Демографія
Згідно з переписом 2010 року, у місті мешкали 80 294 особи в 31 380 домогосподарствах у складі 19 691 родини. Густота населення становила 542 особи/км².  Було 39531 помешкання (267/км²).
Расовий склад населення:
| - 84,8 % — чорних або афроамериканців - 10,7 % — білих - 0,3 % — корінних американців - 0,2 % — азіатів - 1,8 % — осіб інших рас |

До двох чи більше рас належало 2,1 %. Частка іспаномовних становила 5,1 % від усіх жителів.
За віковим діапазоном населення розподілялося таким чином: 28,1 % — особи молодші 18 років, 57,4 % — особи у віці 18—64 років, 14,5 % — особи у віці 65 років та старші. Медіана віку мешканця становила 36,7 року. На 100 осіб жіночої статі у місті припадало 85,1 чоловіків;  на 100 жінок у віці від 18 років та старших — 78,7 чоловіків також старших 18 років.
Середній дохід на одне домашнє господарство  становив 39 499 доларів США (медіана — 28 020), а середній дохід на одну сім'ю — 44 120 доларів (медіана — 32 887). Медіана доходів становила 37 330 доларів для чоловіків та 30 542 долари для жінок. За межею бідності перебувало 37,1 % осіб, у тому числі 58,3 % дітей у віці до 18 років та 15,4 % осіб у віці 65 років та старших.
Цивільне працевлаштоване населення становило 25 642 особи. Основні галузі зайнятості: освіта, охорона здоров'я та соціальна допомога — 27,4 %, виробництво — 15,0 %, мистецтво, розваги та відпочинок — 13,1 %.

## Відомі люди
- Пол Самуельсон(1915—2009) — американський економіст, лауреат Нобелівської премії
- Арт Лафлер (1943) — американський актор
- Піт Вісклоскі (1949) — американський політик.
- Майкл Джексон (1958—2009) — американський співак, танцюрист й автор пісень.
- Джанет Джексон (1966) — американська співачка, автор пісень, продюсер, танцівниця і акторка.
- Джозеф Стігліц — американський економіст і професор Колумбійського університету (Нью-Йорк), лауреат Нобелівської премії з економіки